# 아나 닐센
아나 헬레나 도로테아 닐센(덴마크어: Anna Helena Dorothea Nielsen, 결혼 이전의 성(姓): 브레뇌(Brenöe), 1803년 9월 4일 코펜하겐 ~ 1856년 7월 20일 프레덴스보르 시)은 덴마크의 연극 배우, 오페라 가수(메조소프라노)이다.
코펜하겐에서 컴퍼스 제작자인 페테르 크리스티안 브레뇌(Peter Christian Brenøe)와 그의 아내인 올라베 프레데리케 카롤리네 레트(Olave Frederikke Caroline Leth)의 딸로 태어났다. 덴마크 왕립극장 산하 예배당에서 교육을 받았으며 1821년부터 덴마크 왕립극장 소속 배우로 활동했다. 배우를 양성하는 멘토로도 활동했는데 그의 대표적인 제자로는 루이세 피스테르가 있다.